# José Fernando Fernández-Aguayo Muñoz
José Fernando Fernández-Aguayo Muñoz (España, siglo XX) es un diplomático español. Es embajador de España en Lituania (desde 2025).

## Carrera diplomática
José Fernando nació en España. Tras licenciarse en Derecho, ingresó en la carrera diplomática (1997).
Ha estado destinado en las Embajadas de España en: Noruega, Alemania, Indonesia y Países Bajos.
En el Ministerio de Asuntos Exteriores, Unión Europea y Cooperación - MAEUEC (Madrid) ha trabajado en: el Gabinete de la Secretaría de Estado de Política Exterior y Unión Europea; en el ámbito de la cooperación al desarrollo en el Dirección General de Políticas de Desarrollo (DGPOLDE) y director del Gabinete Técnico de la Agencia Española de Cooperación Internacional para el Desarrollo (AECID).
También fue asesor diplomático en el Gabinete del Ministro de Ciencia, Innovación y Universidades (2018-2020); subdirector general de la Oficina de Derechos Humanos (2021-2025).